# Anton Flettner
Anton Flettner (Eddersheim, 1º novembre 1885 – New York, 25 dicembre 1961) è stato un ingegnere aeronautico e inventore tedesco, ha fornito importanti contributi allo sviluppo dell'aeroplano e dell'elicottero.
Progettò anche una nave con un particolare sistema di propulsione, composto da due cilindri che sfruttano l'energia eolica creandosi intorno al loro asse un risucchio, come in un'ala portante di un aereo. Per sperimentare in campo navale le sue teorie nel 1926 venne trasformata la Buckau, originariamente un tre alberi, i cui alberi di prua e di poppa vennero sostituiti con due cilindri rotanti. 
Anton Flettner dal 1912 al 1960 brevettò oltre 1.000 invenzioni.

## Biografia

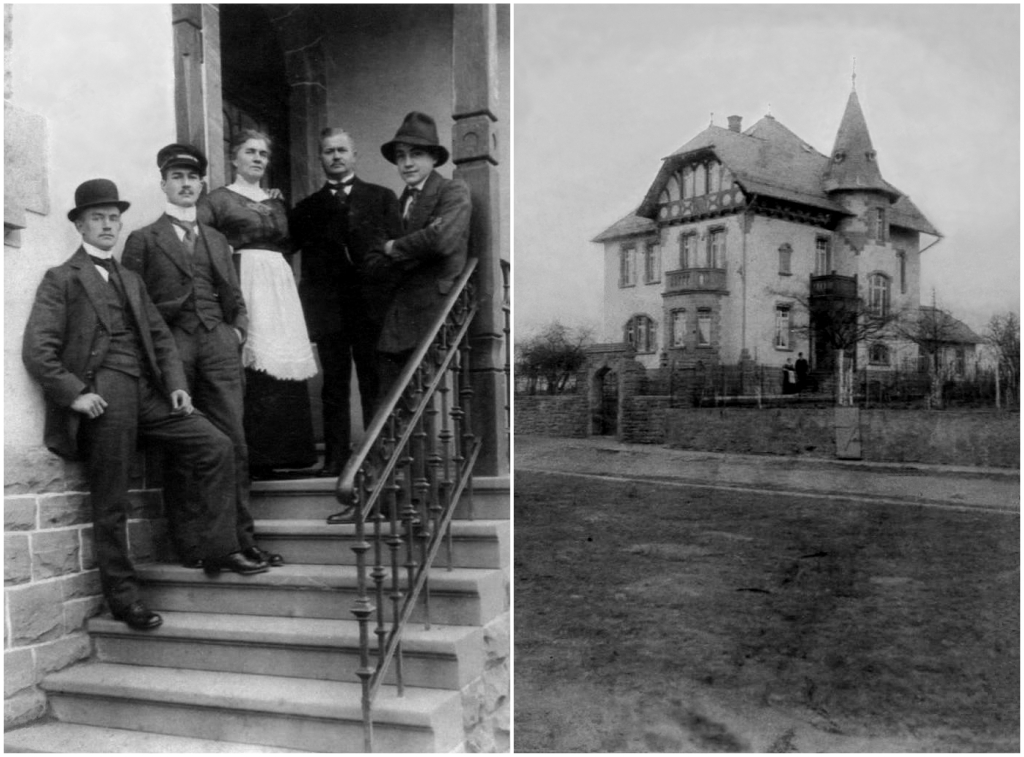
Flettner da giovane (1° da destra) e la Flettner-Villa

Anton Flettner a 29 anni durante il servizio in Marina presso il Reichsmarineamt sviluppò la sua prima invenzione, un timone per siluro. Questa, come la successiva invenzione del 1915, un veicolo militare teleguidato, furono respinti, data la impossibilità tecnica alla realizzazione degli stessi.
Dopo la prima guerra mondiale, Flettner si concentra sullo studio delle navi, in particolare dei velieri. Studia le vele a Kiel e in particolare quelle di materiale alternativo come il metallo, si occupa dei cilindri rotanti della Aerodynamische Versuchsanstalt di Göttingen. Con l'aiuto di questi studi inventa il rotore Flettner, che sfrutta l'effetto Magnus. Viene così sviluppata quella che sarà la nave a rotore. Nel 1925 Flettner sperimenta la nave „Dreiflächenruder“ (vedi bibliografia).

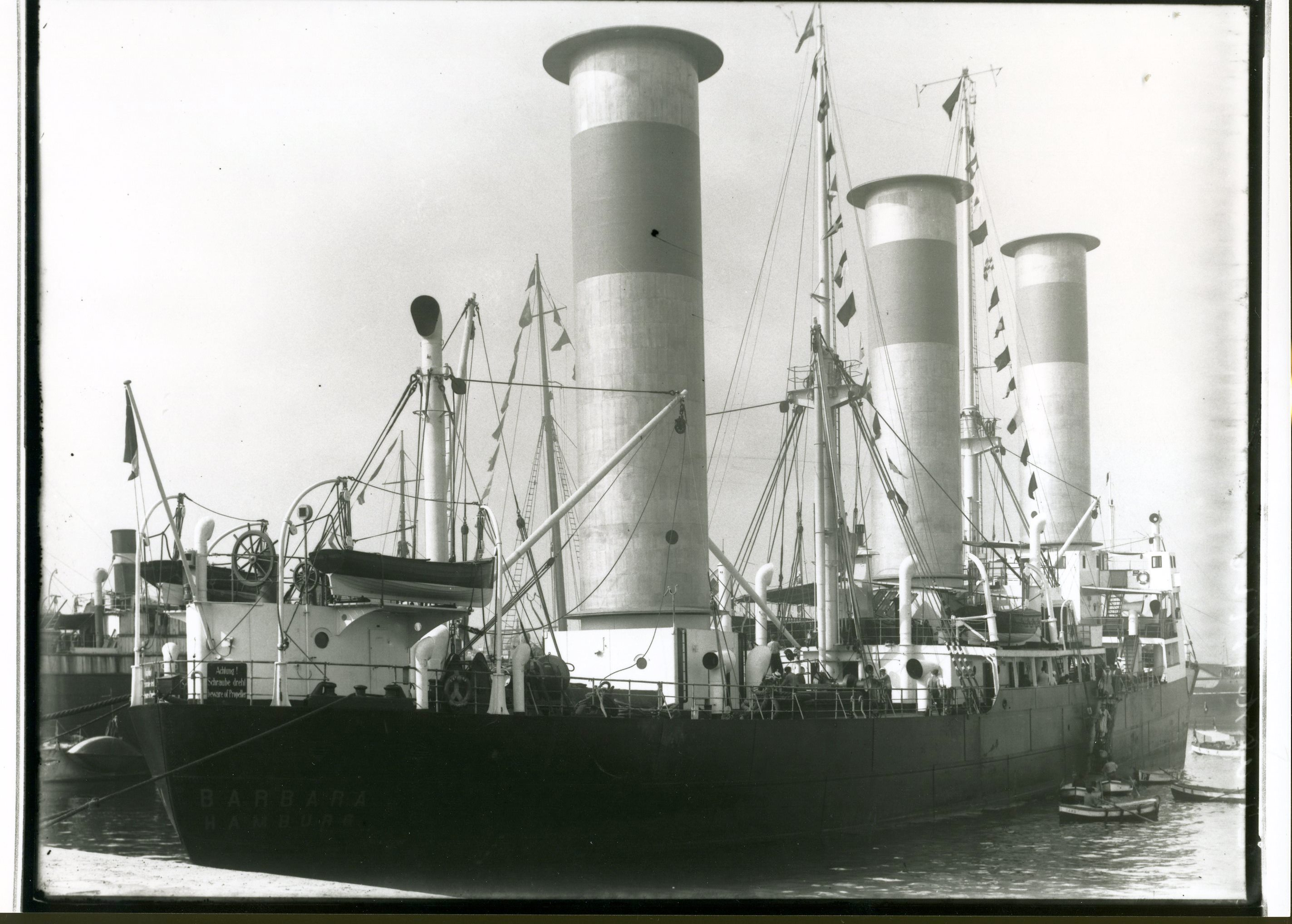
La nave Barbara a Barcellona

Il primo esemplare fu del 1924–1926, la Buckau e più tardi nel 1926–1932 la Barbara. Il principio venne poi ripreso decenni dopo dalla nave Alcyone da Jacques-Yves Cousteau, e nel 2006 dal cantiere Uni-Kat Flensburg con la anve E-Ship 1.

## Aeronautica

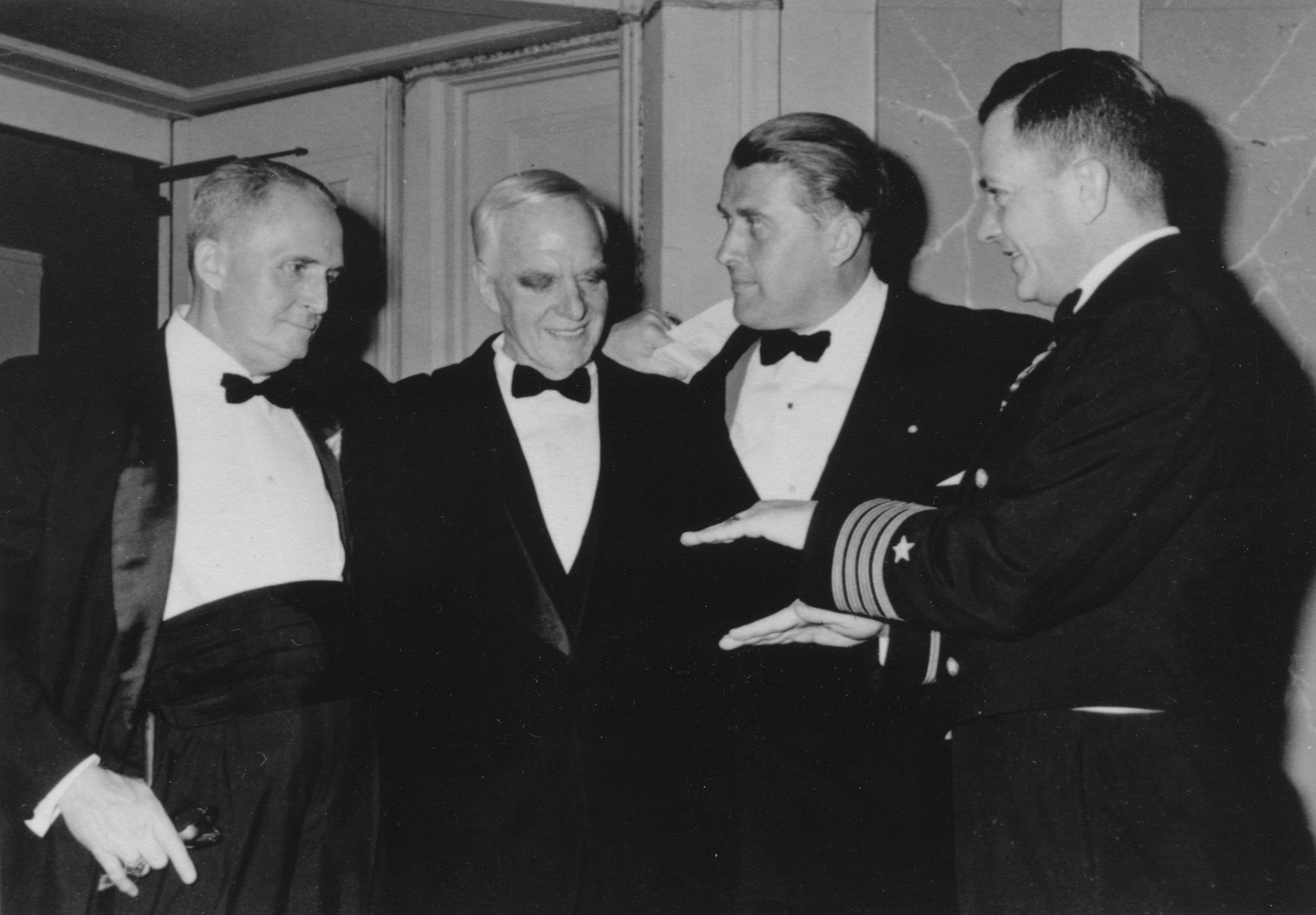
Flettner, secondo da sinistra, accanto a Wernher von Braun

Nel 1927 Flettner si occupa di aviazione. Costruisce un velivolo con dei compensatori che prendono il nome di compensatore Flettner.
Vengono così creati i velivoli nel 1935 come il Flettner Fl 184 e il Flettner Fl 185. Nel 1938 assieme a Kurt Hohenemser costruisce il Flettner Fl 265. Questo sistema di aerogiro presenta la novità dei rotori controrotanti Flettner. Viene sviluppato nel 1940 il Flettner Fl 282; due degli esemplari costruiti verranno presi dagli americani durante la seconda guerra mondiale. Il principio verrà poi ripreso dalla americana Kaman Aircraft Corporation. Anche la Kellett Autogiro Corporation con il Kellett XR-8 sfruttò il principio di Flettner.
Alla fine della guerra Flettner si recò negli USA nel 1947, lavorando presso il Office of Naval Research (ONR) e divenne poco dopo cittadino statunitense. Nel 1949 fondò la Flettner Aircraft Corporation a Kew Gardens, Queens, New York City. Come vice presidente c'era Charles E. Rosendahl, e Eugene Liberatore come assistente tecnico, mentre Flettner fu presidente e direttore tecnico. L'impresa lavorò per lo sviluppo di nuovi velivoli per la US Navy in particolare con il doppio rotore Flettner.

## Altri sviluppi
Flettner si occupò anche del camino Flettner, movimento d'aria in luoghi chiusi senza propulsione, dagli studi del rotore Savonius, del lavoro del 1924 di Sigurd Savonius. Il camino rotante venne utilizzato negli anni '30 e fino agli anni '60 su veicoli, treni, e navi. La società Flettner Ventilator Limited a Milton Keynes, nel Regno Unito, commercializza ancora oggi i Flettner-Lüfter.

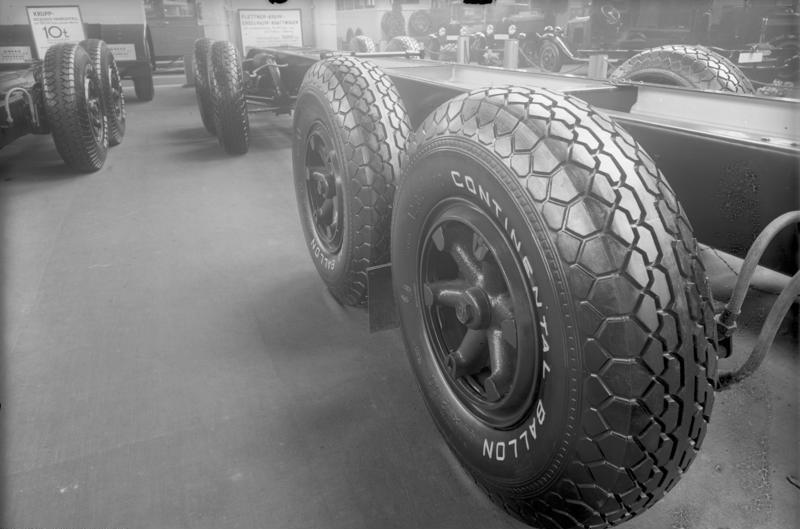
Esposizione alla Internationale Automobil-Ausstellung del 1931

Anton Flettner concepì nel 1930 il cinque assi „Krupp-Flettner-Großkraftwagen“. Costruito dalla Friedrich Krupp AG. La trasmissione del moto alle ruote posteriori era data da tre alberi cardanici; migliorò lo sterzo e la guidabilità in sicurezza. Un prototipo venne esposto nel 1931 alla Berliner Automobilausstellung. Venne costruito un veicolo di 13,74 m dalla KVG Sachsen, il più grande bus della Germania dell'epoca.

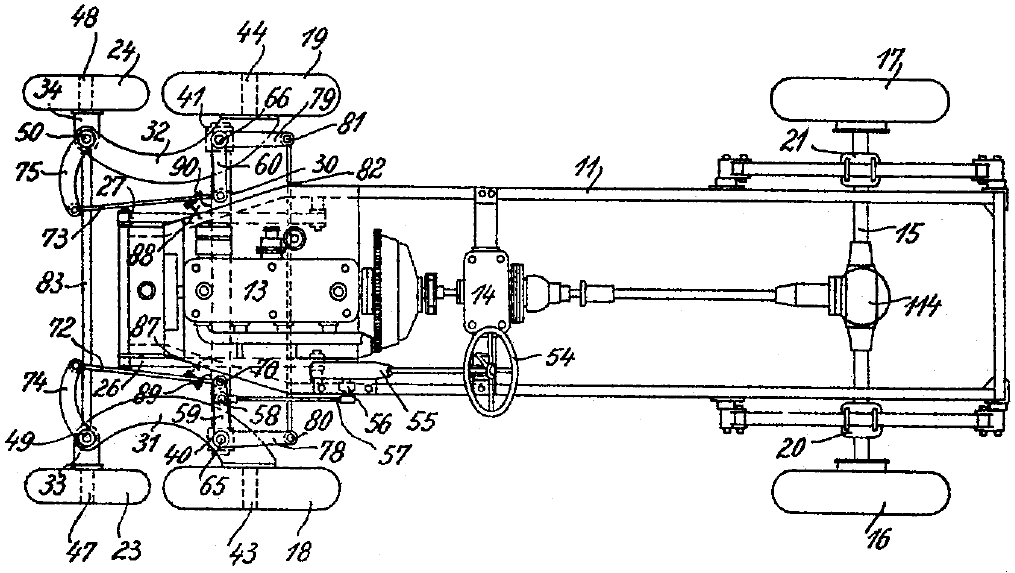
Brevetto di un sistema di sterzo

È sepolto al cimitero di Eddersheim. La Flettner-Villa è oggi la Kindergarten "Villa Kunterbunt".

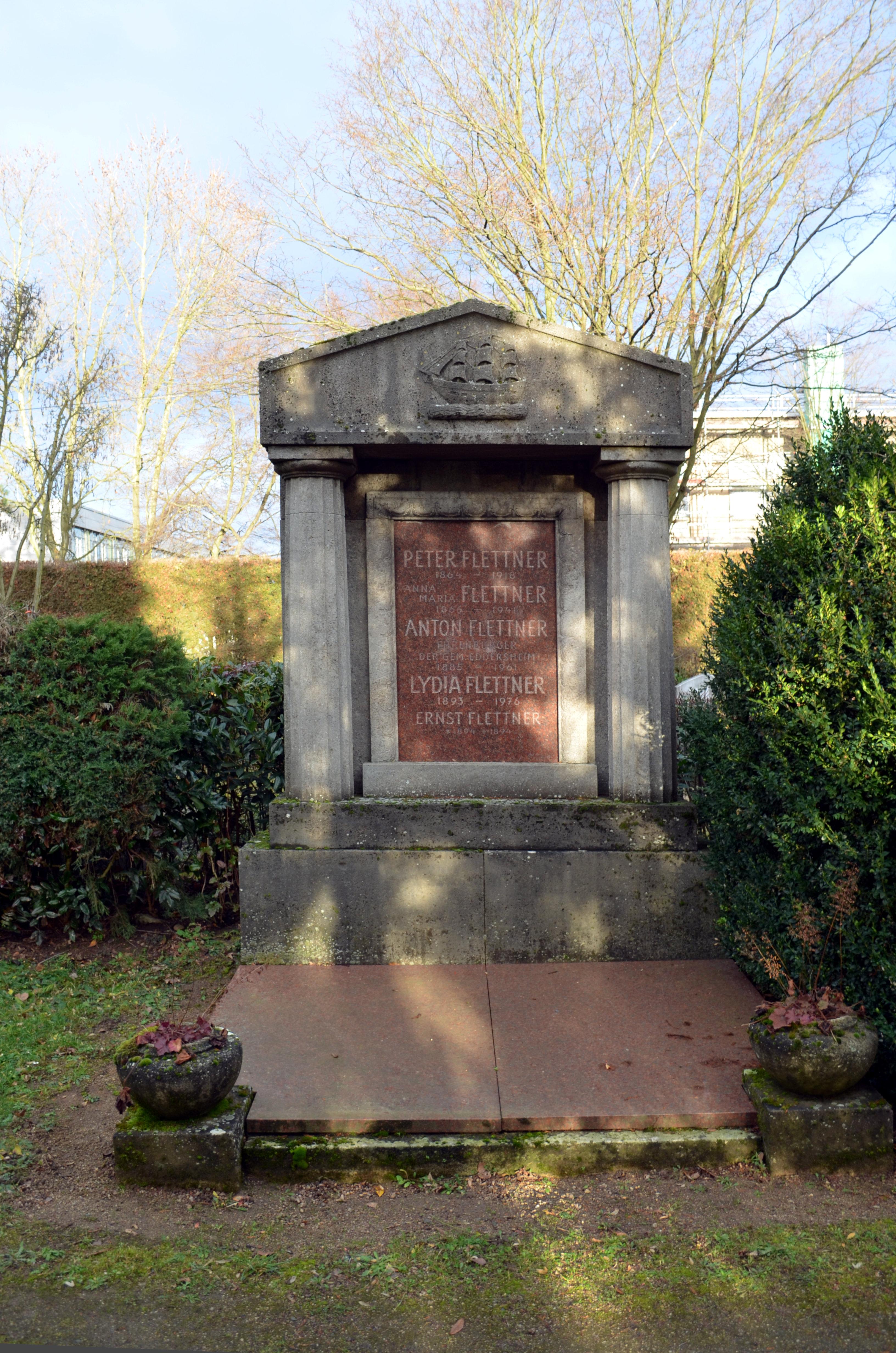
Tomba della famiglia Flettner